# Triodontella raymondi
Triodontella raymondi är en skalbaggsart som beskrevs av Jean Pierre Omer Anne Édouard Perris 1870. Triodontella raymondi ingår i släktet Triodontella och familjen Melolonthidae. Inga underarter finns listade i Catalogue of Life.